# Paolo Giulietti
Paolo Giulietti (Perugia, Itália, 1 de janeiro de 1964) é um clérigo italiano e arcebispo católico romano de Lucca.

## Biografia
Nasceu em Perugia, capital da província e sede do arcebispo, em 1º de janeiro de 1964.

### Formação sacerdotal e ministério
Depois de terminar o ensino médio, ingressou no Pontifício Seminário Regional da Úmbria e frequentou o curso filosófico-teológico no Instituto Teológico de Assis. Continuou os estudos na Pontifícia Universidade Salesiana, onde obteve a licença em teologia, pastoral juvenil e catequese.
Em 28 de outubro de 1990 foi ordenado diácono na catedral de Perugia, onde em 29 de setembro de 1991 foi ordenado sacerdote pelo Arcebispo Ennio Antonelli (mais tarde cardeal).
Depois da ordenação foi vigário paroquial de San Sisto em Perugia e assistente dos jovens da Ação Católica de 1991 a 2001; assistente espiritual da irmandade de São Jacopo de Compostela, de 1996 a 2014. Em 2001 tornou-se diretor do serviço nacional de pastoral juvenil da Conferência Episcopal Italiana; sucede a Domenico Sigalini. Com esta função coordena a organização italiana das Jornadas Mundiais da Juventude de 2002 em Toronto e 2005 em Colônia, de 2001 a 2007; cuida também da organização da Ágora trienal dos jovens italianos, onde é dada particular importância à atenção à proteção da criação colocada na organização do Encontro Nacional da Juventude 2007, que traz mais de 500.000 jovens peregrinos a Loreto para conhecer o Papa Bento XVI. Para ajudá-lo a reduzir o impacto ambiental do evento, chamou Giuseppe Lanzi, especialista em sustentabilidade que já havia organizado a logística do catering na Jornada Mundial da Juventude em Roma em 2000 com João Paulo II. A organização do Loreto Agora reduz ao mínimo o impacto ambiental com a utilização de materiais Mater-Bi biodegradáveis e compostáveis, e com a adoção de múltiplos fatores de sustentabilidade. Dom Paolo passa a ser conhecido como “o sacerdote dos jovens”.
É presidente do Consórcio Francesco's Ways que se ocupa da promoção do território regional da Úmbria, destinado à comercialização de produtos turísticos no domínio da peregrinação e do turismo religioso.
Em 25 de julho de 2005 foi nomeado capelão de Sua Santidade. Em 2007 foi nomeado pároco de San Bartolomeo em Ponte San Giovanni; ocupou este cargo até 24 de junho de 2010, quando o Arcebispo Gualtiero Bassetti o nomeou Vigário-geral. Ele também ocupa os cargos de moderador da cúria e cônego da catedral.
É presidente da associação “Esperança”, diretor de programas da Rádio Umbria e membro do conselho de administração da fundação “João Paulo II para os Jovens”. É um promotor de peregrinações pedestres e um grande conhecedor de itinerários rumo aos principais destinos espirituais europeus; é também autor de alguns guias para peregrinos.

### Ministério episcopal
Em 30 de maio de 2014, o Papa Francisco nomeou-o bispo auxiliar de Perugia-Città della Pieve e bispo titular de Termini Imerese; recebeu a ordenação episcopal no dia 10 de agosto seguinte, na Catedral de Perúgia, do cardeal Gualtiero Bassetti, co-consagrando-o o cardeal Ennio Antonelli e o arcebispo Giuseppe Chiaretti.
Em 18 de setembro de 2017 foi eleito secretário geral da Conferência Episcopal da Úmbria; ele sucede ao arcebispo Renato Boccardo, eleito presidente do mesmo órgão.
Em 19 de janeiro de 2019, o mesmo papa nomeou-o arcebispo de Lucca; Ele sucede a Benvenuto Italo Castellani, que renunciou ao cargo após atingir o limite de idade. No dia 12 de maio seguinte tomou posse canônica da arquidiocese da catedral de San Martino.